# Neoguillauminia

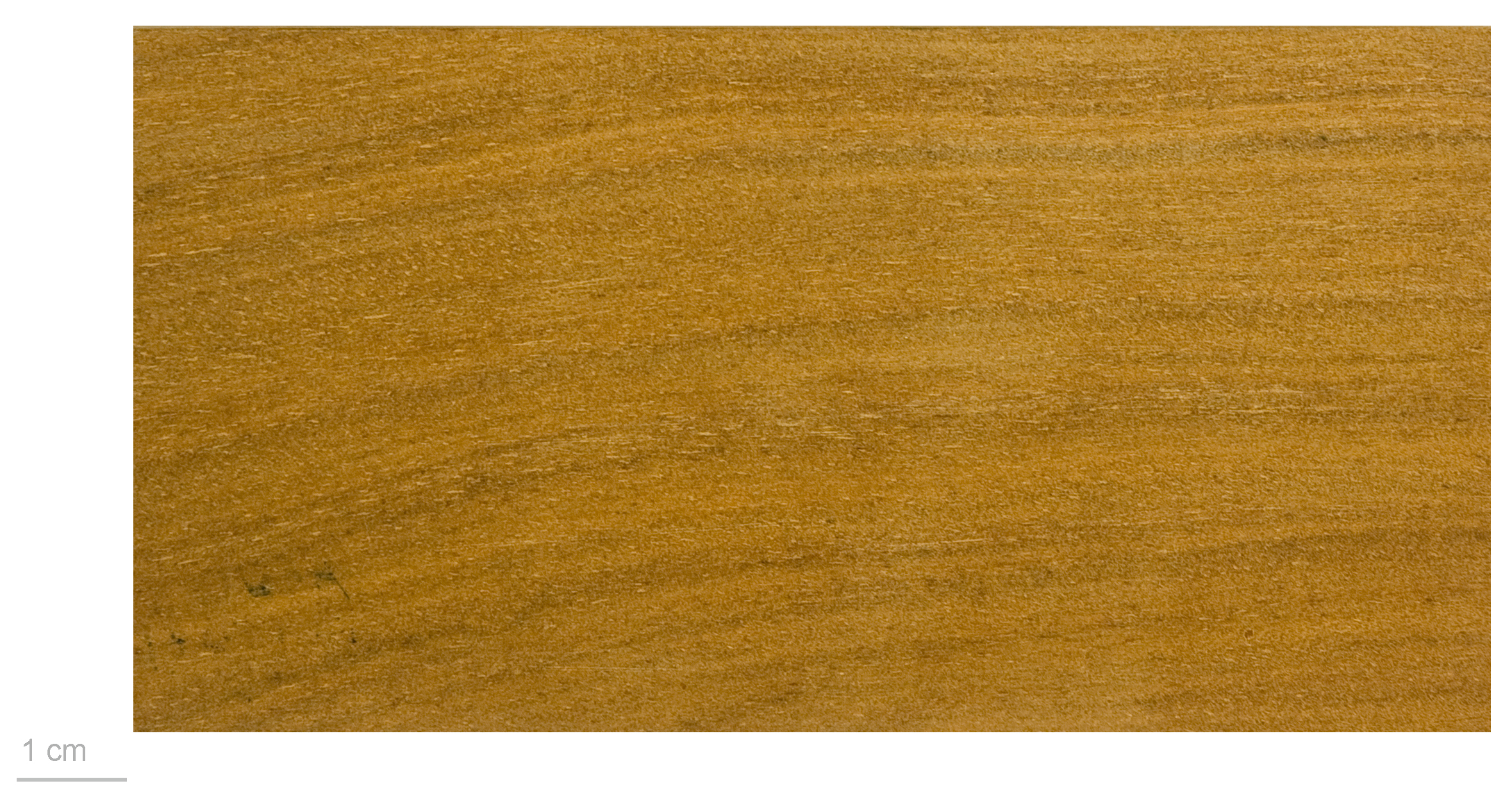
Neoguillauminia cleopatra - MHNT

Neoguillauminia é um género botânico pertencente à família Euphorbiaceae.
Distribuidas na Nova Caledônia.

## Espécies
- Neoguillauminia brownii
- Neoguillauminia cleopatra

## Nome e referências
Neoguillauminia Croizat